# Сент-Мари-сюр-Уш
Сент-Мари́-сюр-Уш (фр. Sainte-Marie-sur-Ouche) — коммуна во Франции, находится в регионе Бургундия. Департамент коммуны — Кот-д’Ор. Входит в состав кантона Сомбернон. Округ коммуны — Дижон.
Код INSEE коммуны — 21559.

## Население
Население коммуны на 2010 год составляло 665 человек.
| 1962 | 1968 | 1975 | 1982 | 1990 | 1999 | 2010 |
| ---- | ---- | ---- | ---- | ---- | ---- | ---- |
| 384  | 408  | 388  | 560  | 593  | 590  | 665  |

## Экономика
В 2010 году среди 445 человек трудоспособного возраста (15—64 лет) 366 были экономически активными, 79 - неактивными (показатель активности - 82,2%, в 1999 году было 76,2%).  Из 366 активных жителей работали 338 человек (170 мужчин и 168 женщин), безработных было 28 (18 мужчин и 10 женщин).  Среди 79 неактивных 25 человек были учениками или студентами, 39 - пенсионерами, 15 были неактивными по другим причинам.